# ويليام د. كاري
ويليام د. كاري (بالإنجليزية: William D. Curry)‏ هو ضابط أمريكي، ولد في 15 مايو 1926 في منيابولس في الولايات المتحدة، وتوفي في 16 أبريل 2013 في ويليامزبرغ في الولايات المتحدة.